# Olof Daniel Bagge

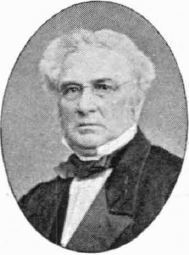
Olof Daniel Bagge.

Olof Daniel Bagge, född 19 maj 1802 i Uddevalla, död 14 december 1869 i Sundsvall, var en svensk läkare.
Bagge blev student vid Lunds universitet 1818, i Uppsala 1828, medicine kandidat där 1839 samt medicine licentiat, medicine doktor på avhandlingen Läran om feber med Israel Hwasser som preses och kirurgie magister, allt 1841. Han var förste stadsläkare i Sundsvalls stad från samma år och tillika lasarettsläkare där 1843–1862.